# Інтенціональність
Інтенціона́льність (лат. intentio — намір, прагнення) — властивість свідомості бути спрямованою на деякий об'єкт. Одне з основоположних понять філософії феноменологізму, започаткованої Едмундом Гуссерлем, а також сучасної аналітичної філософії свідомості.
Позначає властивість свідомості і мови, яка ґрунтується на тому, що свідомість є завжди усвідомленням  чогось , вона спрямована на предмети, що перебувають поза свідомістю, але розуміє їх згідно з власною природою і притаманними їй правилами функціонування.

## Інтенціональність у мові та літературі
Це стосується і мови як знаряддя свідомості в процесі сприймання, усвідомлення і найменування предметного світу. В теорії літератури категорію інтенціональністі запровадив Роман Інгарден, який трактував літературний твір як інтенціональний предмет, що своїм побутуванням відрізняється від реальних та ідеальних предметів. Інтенціональність літератури є основою дослідження створеного письменником світу як самостійного і своєрідного утворення, якому властиві ознаки літературної фікції і який своєю будовою і прикметами відрізняється від реального світу.
Категорією інтенціональністі послуговувався також Михайло Бахтін, але він надавав їй вужчого значення, окреслюючи орієнтацію слова на позамовні предмети або на інше слово, що сприймається як об'єкт.